# Melissa Marlowe
Melissa Anne Marlowe (Maisières, 25 de agosto de 1971) é uma ex-ginasta estadunidense, que competiu em provas de ginástica artística.
Marlowe fez parte da equipe estadunidense que disputou os Jogos Pan-americanos de Indianápolis, nos Estados Unidos. Neles, foi membro da seleção bicampeã por equipes. Individualmente, conquistou ainda sua segunda vitória, nas barras assimétricas, após superar a compatriota Sabrina Mar, medalhista de ouro no concurso geral. Ao longo da carreira, compôs ainda a seleção que disputou os Jogos Olímpicos de Seoul, na Coreia do Sul, nos quais obteve como melhor colocação, o quarto lugar na prova por equipes.